# 谷花音
谷花音（2004年5月4日—）是日本女演員，出身於埼玉縣，隸屬於Theatre Academy，官方身高155公分。

## 概歷
- 2007年由Theatre Academy簽下，2008年開始演藝活動至今。
- 2011年4月，演出富士電視台日劇《媽媽們的戰爭》進藤羅羅一角，同年7月演出《全開女孩》櫻川日向一角，加上同時期放送的NEC電視廣告「花音的公司訪問」篇，集結了注目度。
- 2011年7月，在拍攝《全開女孩》時，開設了期間限定的富士電視台專屬微網誌イマつぶ[1]，由本人親自更新。
- 2012年3月，出版個人第一本服裝寫真書《谷花音−Kanon's Book− 〜ステキな女の子になる51の方法》。
- 2012年4月，和童星鈴木福一起搭檔主持BS富士招牌兒童節目《beポンキッキーズ》，於每週一到週五早上7:30 - 8:00播出。
- 2012年8月，和童星小林星蘭（日语：小林星蘭）組成日本最年少女子團體すたーふらわー（すたーふらわー）發行單曲《年下の男の子》。

## 個人資料

### 個人
- 對自己的自稱是のんちゃん（nonchan）。
- 有美人子役[2]、小悪魔系子役[3]（小惡魔系童星）的封號。
- 家庭成員為父、母、年差5歲的妹妹，從埼玉搭電車往來於攝影現場拍戲，記台詞的方式是前一晚就寢前由媽媽唸劇本的對白。
- 擅長的表演項目是哭戲，落淚時是藉由想像媽媽死掉的情景。
- 曾公開表達自己是嵐、Becky、貴婦松子的忠實粉絲。

### 人物、交友
- 與同事務所的鈴木福在3歲就認識[4]，一起上表演課至今。亦曾在節目上透露送出情人節巧克力給鈴木福[5]。
- 與同事務所的小林星蘭（日语：小林星蘭）交情甚篤，除了一起演出日劇《閃耀夏之戀》《媽媽們的戰爭》《澪之料理帖》，也共同組成女子團體すたーふらわー（すたーふらわー）。
- 與新垣結衣在合作《全開女孩》後關係良好[6]，皆稱被對方治癒。
- 與川島海荷、今井悠貴在合作《爸爸偶像》後關係良好，除了共演者Blog的證實[7]，亦有谷花音與今井悠貴一同搭電車回埼玉的Twitter目擊照片。

## 演出

### 電視劇
| 劇名                                       | 日文原名                 | 電視台       | 日本播出日期             | 角色名稱             |
| ------------------------------------------ | ------------------------ | ------------ | ------------------------ | -------------------- |
| 我的妹妹                                   |                          | TBS          | 2009年5月3日 (第3話)     | 江上颯（幼少期）     |
| 父親最長的一天                             |                          | CX           | 2009年6月19日            | 墨田千晴（幼少期）   |
| 30歲派遣女社員就職的方法                   |                          | BeeTV        | 2010年2月1日             |                      |
| FILM FACTORY「英語的節奏」                 |                          | TX           | 2010年3月3日 - 3月24日   |                      |
| 閃耀夏之戀                                 |                          | CX           | 2010年7月26日 (第2話)    | 1年1班的同學         |
| 美麗鄰人                                   |                          | CX           | 2011年1月11日 - 3月15日  | 相田未央             |
| 求婚兄弟 ～長幼有序 男人結婚的方法～ 第4夜 | 第4夜                    | CX           | 2011年2月24日            | 鈴木静香             |
| 媽媽們的戰爭                               |                          | CX           | 2011年4月12日 - 6月21日  | 進藤羅羅             |
| 全開女孩                                   |                          | CX           | 2011年7月11日 - 9月19日  | 櫻川日向             |
| 原來是美男                                 |                          | TBS          | 2011年7月15日 (第1話)    | 青空學園的小孩       |
| 戀愛尼特族                                 |                          | TBS          | 2012年1月20日 (第1話)    | 木下凛（幼少期）     |
| 黑板～與時代戰鬥的教師們～ 第3夜           | 第3夜                    | TBS          | 2012年4月7日             | 大宮由希             |
| 爸爸偶像                                   |                          | TBS          | 2012年4月19日 - 6月28日  | 花村佳奈             |
| 澪之料理帖                                 |                          | EX           | 2012年9月22日            | あさひ太夫（幼少期） |
|                                            |                          | NHK教育頻道  | 2012年11月13日 - 12月4日 | アリス               |
| 白杨之秋                                   |                          | 關西電視台   | 2012年11月24日           | 星野千秋（少女期）   |
| 真人版樱桃小丸子2013                       | まるまるちびまる子ちゃん | 富士電視台   | 2013年10月1日            | 篠原葵               |
| 命～致天国的妈妈～                         |                          | TBS          | 2013年11月11日           | 友永菜摘             |
| 萬事占卜處 歡迎來到陰陽屋                  |                          | 關西電視台   | 2013年12月10日 (第10話)  | 只野路子（少女期）   |
| 我們仍未知道那天所看見的花名。             |                          | 富士電視台   | 2015年9月21日            | 本間芽衣子(幼少期)   |
| 都市警衛24                                 |                          | 日本電視台   | 2016年9月16日            | 牧瀬苺               |
| 我們的壓歲錢在哪？                         |                          | 名古屋電視台 | 2017年1月3日             |                      |

### 主持
| 電視台 | 節目名稱                                 | 播出日期       | 播出形式     | 播出時段      | 角色                 |
| ------ | ---------------------------------------- | -------------- | ------------ | ------------- | -------------------- |
| BS富士 | beポンキッキーズ                         | 2012年4月2日～ | 每週一到週五 | 07:30 - 08:00 | 主持（搭檔：鈴木福） |
| NTV    | いのちのいろいろ                         | 2012年4月3日～ | 每週二       | 20:54 - 21:00 | 固定引言人           |
| EX     | 子どもが憧れの有名人に本気インタビュー！ | 2012年9月30日  | 特別節目     | 14:00 - 15:25 | 主持（搭檔：鈴木福） |

### 綜藝節目
- 常規播出節目
  - 女神的市場（日语：女神のマルシェ）（2011年11月18日、2011年12月23日、2012年2月3日、2012年2月17日、2012年8月17日、2012年9月7日、2012年9月21日、NTV）
  - ワンダー×ワンダー（2011年12月24日、NHK）※谷花音×小林星蘭
  - 小好事～岡村HONGKONG幸福計畫（日语：ちょこっとイイコト 〜岡村ほんこん・しあわせプロジェクト〜）（2012年1月27日、TX）※谷花音×小林星蘭
  - 灑落主義（日语：おしゃれイズム）「人氣子役SP」（2012年1月29日、NTV）※谷花音×小林星蘭×本田望結×毛利戀子
  - 爆笑！沒了大日本警察（日语：爆笑 大日本アカン警察）（2012年2月26日、2012年8月12日、CX）※谷花音×小林星蘭
  - 天才！志村動物園（2012年3月10日、2012年9月8日、NTV）※谷花音×小林星蘭
  - 跳吧!!秋刀魚大人!!（日语：踊る!さんま御殿!!）（2012年3月13日、NTV）※谷花音×本田望結
  - 中居正廣大年表（日语：中居正広のザ・大年表） 第6回「人氣子役」（2012年3月27日、NTV）
  - 全明星感謝祭「2012春超豪華嘉賓決定版」（2012年3月31日、TBS）
  - 超人氣法律諮詢事務所（2012年4月8日、NTV）
  - 1分鐘內改變人生的深刻說話（日语：人生が変わる1分間の深イイ話）（2012年4月16日、NTV）
  - 交給嵐吧！（嵐的大挑戰）（2012年5月5日、NTV）※谷花音×小林星蘭×藤本哉汰
  - 秋刀魚的Super Karakuri TV（日语：さんまのSUPERからくりTV）（2012年5月6日、TBS）※谷花音×鈴木福
  - VS嵐（嵐的大運動會）（2012年5月24日、2012年10月25日CX）
  - 真的假的！？TV（2012年6月27日、CX）※谷花音×鈴木福
  - 炎的體育會TV（2012年7月16日、2012年7月30日、2012年8月6日、2012年9月17日、TBS）
  - 秘密嵐！（嵐的大秘密）（2012年7月19日、TBS）※谷花音×小林星蘭
  - 森田一義時間 笑一笑又何妨！（2012年8月14日、2012年8月24日、2012年8月30日、CX）
  - 蛋白質心情（日语：メレンゲの気持ち）（2012年8月18日、NTV）※谷花音×小林星蘭
  - シルシルミシル（2012年9月18日、EX）※谷花音×小林星蘭
  - スパモク!!「7DAYS挑戰」（2012年9月20日、TBS）
  - 不可能的∞世界（日语：ありえへん∞世界） 秋季2小時SP（2012年9月25日、TX）※谷花音×鈴木福

- 特別節目
  - 久本印でお買い上げ!（2011年11月5日、NTV）
  - 天才の育て方TV（2012年1月4日、CX）
  - こども地球展（2012年2月10日、CX）※谷花音×小林星蘭×本田望結
  - 今夜遂に決定 芸能界へたっぴ王!!（2012年3月2日、NTV）※谷花音×小林星蘭
  - どれだけ食えスト3 夢のSMAP対決スペシャル（2012年3月16日、NTV）※谷花音×小林星蘭
  - なかよしテレビSP（2012年3月23日、CX）※谷花音×小林星蘭×本田望結
  - 世代ギャップまるわかり！みんなの学校メモリー（2012年3月31日、TBS）※谷花音×鈴木福×小林星蘭
  - 東京タッチ ふれたら買えるステキ生活（2012年7月16日、TBS）
  - 祭りだ！赤坂夏サカス TBSは満員御礼SP（2012年8月11日、TBS）※谷花音×小林星蘭
  - 24小時電視 「愛心救地球」（2012年8月26日、NTV）※谷花音×小林星蘭
  - ギャクテン教室（2012年10月8日、NHK）

### 音樂節目
- 以 谷花音 個人名義出演
  - HEY! HEY! HEY! Music Champ（2012年2月27日、CX）
- 以 Star Flower（谷花音×小林星蘭）組合名義出演
  - 月刊MelodiX!（2012年7月22日、TX）
  - ハッピーMusic（2012年7月27日、NTV）
  - 1番ソングSHOW（2012年8月1日、NTV）
  - FNS歌謠祭夏季特別篇（日语：FNSうたの夏まつり）（2012年8月8日、CX）
  - 台場合眾國 Mezamashi Live（2012年8月20日、フジテレビNEXT）
  - HEY! HEY! HEY! Music Champ（2012年8月20日、CX）
  - MUSIC JAPAN（2012年8月26日、NHK）

### 廣告
- Panasonic 「パナソニックフェア」篇（2009年）
- 日本可口可樂Zero「AQUARIUSゼロ〜Active Venus Miwa」篇（2009年5月13日）
- ユーキャン
  - 「Before 9年のブランク」篇（2010年1月20日）
  - 「Now さがしもの」篇（2010年1月27日）
- 利洁时 藥用泡沫洗手液（日语：ミューズ (薬用石鹸)）「泡ハンドソープ」篇（2010年5月）
- 小林製藥 除臭肥皂泡「パッケージからのメッセージ」篇（2010年9月）
- TORAY 淨水器「ポットな〜の♪」篇（2010年4月）
- NEC 個人電腦「かのんちゃんの会社訪問」篇 （2011年6月29日）
- Calbee 日式蝦煎餅「やめとまソング」篇（2011年5月）
- 學研教室（日语：学研ホールディングス） 夏之特別教室「わかるって楽しい」篇（2011年6月）
- 山陽電氣鐵道 關西限定廣告「かわいい駅長 かのんちゃん」篇（2011年11月3日）[8]
- タカラトミーアーツ Mimicry Pet（2012年4月）
- 四谷大塚 全國統一小學生測驗（日语：全国統一小学生テスト）「通常」篇（2012年4月27日）
- キッズ時計（2012年4月28 - 5月25日，電影院期間限定播放）[9]
- 田中貴金属工業 企業廣告「コツコツ親子ダンス」篇（2012年6月16日）
- 日本水産 Nissui 魚肉小香腸
  - 「花音ちゃんソーセージの3つのヒミツ」篇（2012年6月25日）
  - 「花音ちゃん登場」篇（2012年6月25日）
- 阪神住建 兒童水上樂園（日语：スパワールド）「キッズプールOPEN」篇（2012年6月29日）
- Suntory BOSS彩虹罐裝咖啡 宇宙人瓊斯的地球調査（日语：BOSSコーヒー#宇宙人ジョーンズの地球調査シリーズ）「宇宙人ジョーンズ・子役」篇（2012年7月2日）
- HASHIMOTO FITちゃん書包 2013年度版
  - 「花音ダンス（男女）」篇（2012年8月3日）
  - 「花音ダンス（女の子）」篇（2012年8月3日）
  - 「花音ダンス（男の子）」篇（2012年8月3日）
- 日本クラフトフーズ シュガーレスキャンディ キシリクリスタル「旅のお供」篇（2012年9月24日）[10]

註：括號中的日期為廣告播出起始日

### 形象代言
- 東京迪士尼樂園 平面廣告代言人（2008年）
- 學研控股 網頁用宣傳寫真（2011年）
- キッザニア東京 蔬菜之友大使（2011年）
- アイム今井 七五三和服洋裝（2012年）
- Licca Fraisboise 服裝年度代言人[11]（2012年）
- 埼玉縣新入學學生交通事故預防宣傳海報[12]（2012年）
- 全日本不動産協會東京都本部（日语：全日本不動産協会） 形象代言人（2012年）

### PV
- High Speed Boyz PV（2010年）
- Lily.μ「SECOND LOVE ～ 2度めの恋～」PV（2012年）

### 配音
- 勇氣默示錄 遊戲角色配音 - Nintendo 3DS（2012年10月11日發售預定）
- 你的名字 - 宮水四葉。

### 活動
- PRETTY GIRL 挑戰夢想 2012 時裝秀 - 橫濱國際平和會議場（2012年3月31日）
- 《谷花音 －Kanon's Book－～ステキな女の子になる51の方法～》發售記念握手會 - 新宿福家書店（2012年4月1日）
- TOKYO TOP KIDS COLLECTION A/W 2012 時裝秀 - 國立代代木競技場（with小林星蘭）（2012年8月1日）
- 東京女孩展演 時裝秀 - 名古屋巨蛋（2012年9月1日）

## 出版品

### 單曲
| 數目 | 單曲名稱                                                 | 發售日               | 備註                                         |
| ---- | -------------------------------------------------------- | -------------------- | -------------------------------------------- |
| 1st  | 年下の男の子 (キャンディーズの曲)#すたーふらわーのカバー | 2012年8月1日（日本） | 與 小林星蘭 共同組成 すたーふらわー 名義發行 |

### 書籍
- 谷花音 -Kanon’s Book- ~ステキな女の子になる51の方法~（2012年3月23日、東京新聞通信社）

### 雜誌
- ニコ☆プチ 別冊付録 ニコ☆プチ#ニコ☆プチKIDS（2011年12月號～、新潮社） - 擔任専属模特兒

## 外部連結
- 谷花音的Instagram帳戶